# آب‌انبار نجف خان
آب‌انبار نجف خان؛ نام آب‌انباری تاریخی مربوط به سدهٔ ۱۲ قمری - دورهٔ افشار است و در شهرستان زاوه، شهر دولت‌آباد، خیابان شهید رجایی واقع شده و این اثر در تاریخ ۲۵ آبان ۱۳۸۴ با شمارهٔ ثبت ۱۳۸۶۱ به‌عنوان یکی از آثار ملی ایران به ثبت رسیده‌است.